# Lokanka lepá

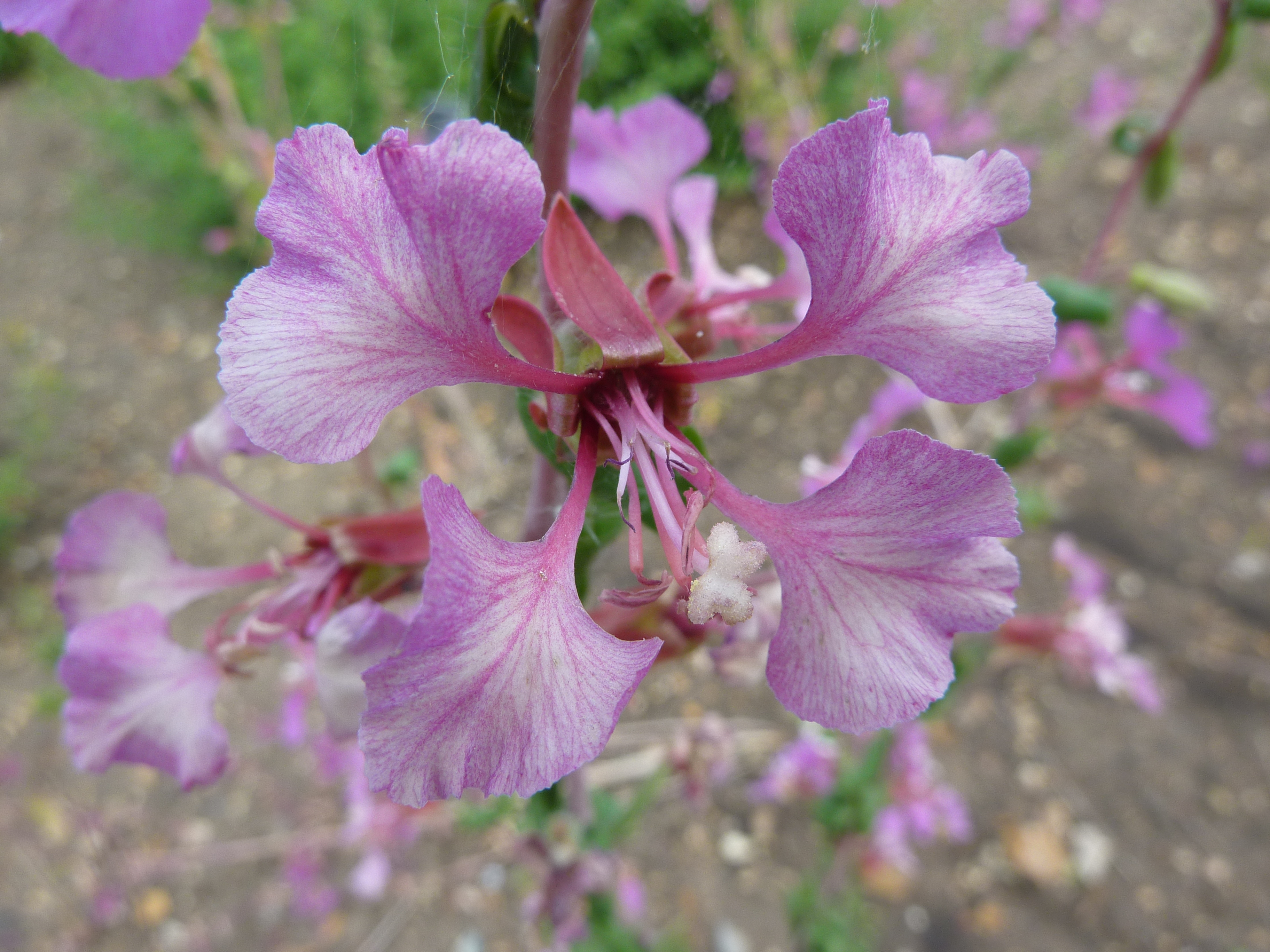
Květ lokanky lepé

Lokanka lepá (Clarkia unguiculata) je středně vysoká letnička vyznačující se atraktivními květy v pastelově červených barvách mnoha odstínů. Je součásti širokého rodu lokanka, jehož některé druhy se pro líbivé květy, dlouhou dobou kvetení a nenáročnost pěstují jako okrasné květiny.

## Rozšíření
Druh pochází ze Severní Ameriky, z centrální a jižní Kalifornie, kde roste od pacifického pobřeží až do podhůří Sierra Nevady, vyskytuje do nadmořské výšky až 1500 m. Ze své domoviny byl postupně rozšířen po velkém území Severní Ameriky a kolem roku 1835 zaveden i do okrasného zahradnictví v Evropě.
V České republice se ve volné přírodě objevují zplanělé rostliny jen velmi řídce, pravděpodobně unikly ze zahrádek od drobných pěstitelů nebo z parkové výsadby. Výskyt na stejném stanovišti však nemívá dlouholeté trvání a nehrozí nebezpečí invazního rozšíření.

## Ekologie
Rostlina původem ze širokých prérijních plání nebo světlých dubových či borových lesů potřebuje kyprou, propustnou, živinami dobře zásobenou, mírně kyselou neb slabě zásaditou půdu na plném slunci nebo v mírném polostínu. Na vodu, vyjma období klíčení, není náročná, ve stínu a v těžké, jílovité půdě špatně roste a nekvete. Není odolná vůči chladu, nesnáší teplotu pod +10 °C a s příchodem podzimu usychá.

## Popis
Jednoletá, s květenstvím asi 40 až 60 cm vysoká bylina s přímou lodyhou, která je křehká, jednoduchá nebo jen chudě větvená. Lodyha bývá červenavě naběhlá je porostlá střídavými, krátce řapíkatými listy se šedozelenými, 2 až 5 cm dlouhými, vejčitými či kopinatými čepelemi, které jsou po obvodě zoubkované a na vrcholu tupě špičaté. Výše na lodyze jsou listy nahrazeny obdobnými listeny.
Květenství na koncích květných lodyh je vytvořeno do hroznu uspořádanými nevonnými květy velkými asi 4 cm, ty jsou pravidelné, čtyřčetné a oboupohlavné. Květ se zvonkovitou češulí má kališní lístky vespod srostlé, dlouhé okolo 13 mm a silně chlupaté. Korunu tvoří lístky vějířovitého tvaru, jsou velké 10 až 25 mm, nehet mají dlouhý do poloviny délky a po okraji jsou pilovité nebo zkadeřené, mívají barvu od losové přes tmavě červenou až po téměř fialovou. Tyčinek s dlouhými, zvlněnými nitkami je osm ve dvou kruzích, vnější mají prašníky červené a vnitřní žluté. Ze čtyřdílného semeníku ční nad prašníky dlouhá čnělka s laločnatou růžově-bílou bliznou. Květy jsou opylovány hmyzem, převážně včelami. Podle dlouhého nehtu korunních lístků dostala rostlina své vědecké druhové jméno, latinsky "unguiculus" značí "nehet". Ploidie druhu je 2n = 18. Plody jsou přímé nebo zakřivené, 15 až 30 mm dlouhé chlupaté tobolky, které se otvírají poměrně neochotně.

## Pěstování
Lokanka lepá se rozmnožuje výhradně semeny, která se vysévají v dubnu a po vzklíčení přetrhávají. Pro urychlení kvetení je lze již dříve sít do skleníku a sazeničky v květnu vysázet na záhon. Kvetou od června do září, prvá semena dozrávají v srpnu. Pro větší počet květů je možno mladé rostlinky zaštípnout a tím podpořit větvení lodyh.
Prodávaná semena většinou nepocházejí z původního druhu lokanky lepé, ale jsou to šlechtěné kultivary. Byly u nich obvykle docíleny sytější barvy, delší doba kvetení nebo zdvojené či dokonce ztrojené korunní lístky.